# Рестеноз

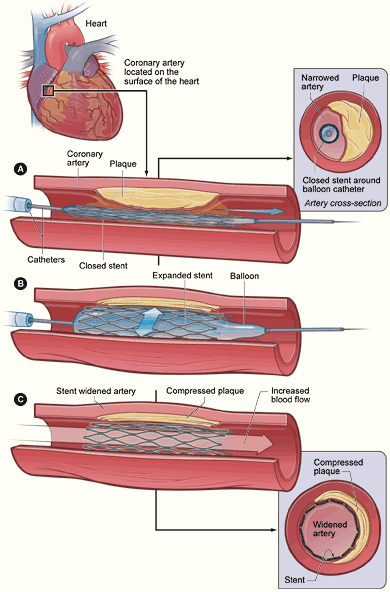
Відомо, що феномен рестенозу судин, імунної відповіді на пошкоджену тканину, є поширеною побічною подією та ахіллесовою п’ятою ангіопластики та стентування. Зменшення рестеноза є одним із найпріоритетніших у дослідженнях і розробці нових ендоваскулярних технологій. Рівень рестенозування стентів з лікарським покриттям значно нижчий, ніж у стентів із голим металом, і зараз проводяться дослідження, щоб визначити, чи балони з лікарським покриттям також покращують результати рестеноза.

Рестеноз — це рецидив стенозу, повторне звуження кровоносної судини, що призводить до обмеження кровотоку після проведеного лікування. Зазвичай це повторне звуження артерії.
Рестеноз є поширеним несприятливим результатом ендоваскулярних процедур.
Якщо рестеноз виникає у місці встановлення стента, це називається рестенозом у стенті або ISR.  Якщо рестеноз відбувається після балонної ангіопластики, це називається рестенозом після ангіопластики або PARS. Діагностичним порогом для рестеноза як при ISR, так і при PARS є стеноз ≥50%. 
Якщо рестеноз виникає після операції, подальша візуалізація не є єдиним способом початкового виявлення порушення кровотоку. На наявність рестенозу можуть вказувати певні симптоми, але він має бути підтверджений за допомогою візуалізації. Наприклад, у пацієнта з коронарним стентом, у якого розвивається рестеноз, може виникати минущий біль у грудях (стенокардія) або мати місце незначний або великий серцевий напад (інфаркт міокарда), хоча вони можуть не повідомляти про ці явища. Ось чому важливо, щоб пацієнт проходив контрольні обстеження, а клініцист проводив ретельне клінічний огляд. Слід зазначити, що не всі випадки рестенозів призводять до появи клінічних симптомів. 

## Причини
Хірургічне втручання з розширення або розблокування кровоносної судини зазвичай має тривалий благотворний вплив на пацієнта. Однак у деяких випадках сама процедура може викликати подальше звуження судини або рестеноз. Ангіопластика, яка також називається черезшкірною транслюмінальною коронарною ангіопластикою (ЧТКА), зазвичай використовується для лікування закупорки коронарних або периферичних артерій (наприклад, у кінцівках). Балон, уведений у звуження, при надуванні «розчавлює» холестеринові атеросклеротичні бляшки об стінки артерії, таким чином розмір просвіту збільшується та кровотік посилюється. Однак ця дія пошкоджує стінки артерій, і вони реагують, відновлюючи пошкодження через фізіологічні механізми (див. нижче.) 
Стент — це сітчаста трубчаста структура, яка часто використовується в поєднанні з ангіопластикою для постійного утримання артерії відкритою, що забезпечує покращений кровотік, або для підтримки слабкої стінки артерії (аневризми). Артерія може сприймати стент як чужорідне тіло та реагувати, посилюючи відповідь імунної системи, що призводить до подальшого звуження біля стента або всередині нього.

## Фізіологія
Пошкодження стінки кровоносної судини під час ангіопластики викликає фізіологічну реакцію, яку можна розділити на два етапи. Перший етап - тромбоз, виникає відразу після травми тканин. На місці пошкодження утворюється тромб, який ще більше перешкоджає кровотоку. Це супроводжується запальною імунною відповіддю.
Другий етап, як правило, виникає через 3–6 місяців після операції і є результатом проліферації клітин у медії - шарі судинної стінки, яка містить гладенькі м’язи. Це явище також відоме як неоінтимальна гіперплазія (NIHA). 

## Діагностика

### Візуалізація
Рестеноз судин зазвичай виявляється за допомогою ангіографії, але також може бути виявлений за допомогою дуплексного ультразвуку та інших методів візуалізації.

### "Пізня втрата"

Концептуальна схема, що ілюструє ефективність ендоваскулярних втручань щодо діаметра просвіту. Показане різке збільшення діаметра одразу після операції, пізня втрата (рестеноз) і чистий (нетто) приріст.

"Пізня втрата" - цей термін є синонімом рестенозу і означає втрату розміру просвіту судини після процедури її відкриття. Вимірюється відсоткова (відносна) або абсолютна зміна мінімального діаметра просвіту (MLD) протягом місяців після судинної процедури, такої як імплантація стент-трансплантата. Пізня втрата є одним з показників, корисних для визначення ефективності судинних втручань у клінічних дослідженнях для окремого пацієнта або групи пацієнтів.
Пізня втрата є частиною термінології опису результатів судинних втручань. Наприклад, імплантація стент-трансплантата спочатку забезпечує різке збільшення діаметра просвіту, оскільки імплантований стент відкриває судину. Однак з часом запальна відповідь організму (описана нижче) реагує на стент-трансплантат проліферацією гладкої мускулатури, що посуває стент-трансплантат назад, звужуючи судину та втрачаючи принаймні відсоток того, що було отримано раніше.
Чистий приріст діаметра просвіту є різницею між різким приростом і пізньою втратою та є мірою ефективності стент-трансплантата. 

### Відсоток стенозу в діаметрі
Рестеноз у відсотках діаметра (або просто відсоток стенозу в діаметрі) — це показник, який спостерігається в окремих пацієнтів і зазвичай розраховується як різниця між мінімальним діаметром просвіту (MLD) і цільовим еталонним діаметром судини (RVD), поділена на RVD і помножена на 100: 
(RVD-MLD)/RVD*100 
Це важливий показник, необхідний для розрахунку бінарного рестенозу (див. нижче). RVD зазвичай розраховується шляхом усереднення MLD здорової частини судини як проксимально, так і дистально від ураження судини. 
Існують певні суперечки щодо точності вимірювання MLD самого ураження, оскільки атеросклеротичі ураження можуть створювати нерівності в просвіті, що ускладнює отримання або оцінку справжнього MLD. Деякі дослідження вказують на те, що розрахунок «площі стенозу» також є дійсним показником фактичного стенозу судини порівняно зі стенозом лише діаметра, але це потребує додаткового аналізу, оскільки необхідно виконати "сканування" межі просвіту. Однак існують комп’ютерні програми, які автоматично розраховують цей показник. Може бути корисно отримати як відсоток діаметра, так і відсоток площі стенозу, особливо тому, що ці два показники не завжди можуть корелювати один з одним. 
Оклюзія, або блокування всього кровотоку через судину, вважається 100%-м стенозом діаметра.

### Бінарний рестеноз
Бінарний рестеноз традиційно визначається як зменшення діаметра стенозу на 50% або більше (≥50%). Він також відомий як просто «бінарний стеноз».  Термін «бінарний» означає, що пацієнтів поділяють на 2 групи: тих, хто має ≥50% стенозу, і тих, хто має <50% стенозу. Бінарний рестеноз — це епідеміологічний метод аналізу стенозу у відсотках діаметра для спостереження не лише за окремим пацієнтом, але й для виконання статистичних методів на групі пацієнтів для визначення середніх значень (описових показників центральної тенденції) або як прогностична змінна.

## Профілактика
На першій стадії рестеноза призначення антитромбоцитарних препаратів (так звані інгібітори IIb/IIIa) одразу після операції значно знижує ймовірність виникнення тромбозу.
Зараз широко використовуються стенти з лікарським покриттям, вкриті фармацевтичними речовинами, які пригнічують ріст тканин і, таким чином, зменшують ризик рестеноза через утворення рубців та проліферацію клітин.  За даними клінічних досліджень такі стенти зменшують частоту виникнення рестенозів до  5% або менше.   

## Лікування
Якщо рестеноз виникає без стента, його зазвичай лікують повторною ангіопластикою. Цей метод також використовується, якщо рестеноз виникає на проксимальному або дистальному кінці стента.
Якщо рестеноз виникає всередині стента (також відомий як стеноз у стенті), його можна лікувати за допомогою повторної ангіопластики та введення іншого стента (часто з лікарським покриттям) всередину оригінального. 
Протягом останніх 5 років ISR все частіше лікують використанням балона з лікарським покриттям (DCB), покритим тими самими протипухлинними агентами, які запобігають рестенозу, наприклад паклітакселом.   Такий балон дозволяє уникнути появи подвійного шару металу, коли рестеноз у стенті лікується іншим стентом. Крім того, лікування DCB не залишає імплантат в організмі та призначене для швидшої доставки ліків.
Альтернативні методи лікування включають брахітерапію або внутрішньокоронарне опромінення. Радіація вбиває клітини та пригнічує ріст тканин (подібно до методів лікування пухлин). 

## Частота
Частота рестенозу відрізняється залежно від використаного пристрою (наприклад, стент-трансплантат, балонна ангіопластика тощо) і місця процедури (центральне розташування судини, як-от коронарна артерія, або периферичне, таке як підколінна артерія на нозі, пудендальна артерія в тазу або сонна артерія на шиї).

### Частота при периферичних процедурах
Під час кардіальних процедур балонна ангіопластика без імплантації стента була пов’язана з високою частотою рестенозу з частотою від 25% до 50%, і більшість із цих пацієнтів потребують подальшої ангіопластики протягом 6 місяців. 
Дослідження 2010 року в Індії, яке порівнювало коронарні стенти з лікарським покриттям (DES) і коронарні стенти з голим металом (BMS), показало, що рестеноз розвинувся у 23,1% пацієнтів з DES проти 48,8% у пацієнтів з BMS, а жіноча стать була статистично значущим фактором ризику розвитку рестеноза. 
Однак у DES та BMS нового покоління частота рестенозів значно нижча. Наприклад, дослідження NORSTENT, представлене в 2016 році, повідомляє про частоту реваскуляризації 5,3% і 10,3% для DES і BMS відповідно. 
При периферичних процедурах частота рестенозів все ще висока. У дослідженні 2003 року вибіркового та систематичного стентування при ішемії кінцівки, було виявлено частоту рестенозів через 1 рік спостереження у 32,3% пацієнтів із вибірковим стентуванням і 34,7% пацієнтів із систематичним стентуванням. 
У дослідженні SIROCCO 2006 року порівнювали стент із сиролімусом і голим нітиноловим стентом для лікування атеросклеротичних уражень стегнової артерії, повідомляючи про рестеноз через 2 роки спостереження у 22,9% і 21,1% пацієнтів відповідно. 
У дослідженні 2009 року порівнювали голі нітінолові стенти з черезшкірною транслюмінальною ангіопластикою при захворюваннях стегнової артерії. Через 1 рік спостереження рестеноз був зареєстрований у 34,4% пацієнтів зі стентом проти 61,1% пацієнтів із ангіопластикою. 

## Дивіться також
- Ангіопластика
- Стент з лікарським покриттям
- Неоінтимальна гіперплазія
- Стент